# سرجیو سنا
سرجیو سنا (انگلیسی: Sergio Sena؛ زادهٔ ۲۵ اوت ۱۹۸۲) بازیکن فوتبال اهل آرژانتین است.
از باشگاه‌هایی که در آن بازی کرده‌است می‌توان به باشگاه فوتبال ولز سارسفیلد و باشگاه فوتبال آرسنال ساراندی اشاره کرد.